# NGC 7643
NGC 7643 (ook: NGC 7644) is een spiraalvormig sterrenstelsel in het sterrenbeeld Pegasus. Het hemelobject werd op 24 september 1873 ontdekt door de Franse astronoom Édouard Jean-Marie Stephan.

## Synoniemen
- UGC 12563
- MCG 2-59-33
- ZWG 431.51
- PGC 71261